# Hassidéens
Cet article traite des 'Hassidim du temps des Maccabées, dénommés Hassidéens afin de ne pas être confondu avec les membres du mouvement juif piétiste du XVIIe siècle; pour le mouvement médiéval allemand, voir Hassidei Ashkenaz
Les Hassidéens (de l'hébreu חסידים Hassidim, « Intègres » ou « Pieux ») ou Assidéens (du grec ancien Ἀσιδαῖοι Assidaioi) étaient un groupe de Juifs pieux qui commença à jouer un rôle important dans la vie politique au cours de la révolte des Maccabées, bien qu'il ait existé avant. Les livres des Maccabées les mentionnent trois fois.

## Dans les livres des Maccabées
Dans le premier livre des Maccabées 2:41, il est rapporté qu'au début des hostilités, des Maccabées surpris par les légions séleucides dans le désert un jour de shabbat, préférèrent se faire tuer plutôt que d'enfreindre le jour de repos. Pour éviter la répétition d'une telle défaite, Mattathias décida de se battre à l'avenir le Shabbat en cas de besoin. Là-dessus, une compagnie de Hassidim les rejoint, « hommes puissants d'Israël… volontairement dévoués à la loi. »
Dans le second passage, il est dit qu'Alcime parvint à persuader Démétrios, le roi de Syrie nouvellement élu, de le nommer grand prêtre en lieu et place de Judas Maccabée. Il est alors dit (versets 12-14) :
« Alors s'assemblèrent là devant Alcime et Bacchidès une compagnie de scribes, afin de demander justice. Et les Assidéens [Ἀσιδαῖοι] étaient les premiers parmi les enfants d'Israël qui cherchaient la paix pour eux : Car, disaient-ils, un prêtre de la lignée d'Aaron est venu avec cette armée et ne nous fera pas de mal. »
Ils se trompaient, cependant, car Alcime causa la mort de 60 d'entre eux. Cependant, dans le passage parallèle (second livre des Maccabées 14.), Alcime décrit la situation politique des Juifs à Démétrios en ces termes : « Ceux des Juifs appelés Assidéens, dont le capitaine est Judas Maccabée, nourrissent la guerre, et sont séditieux, et ne laisseront pas le monde en paix » (second livre des Maccabées 14:6).

## Dans les sources juives traditionnelles
Le nom « Hassidim » apparaît fréquemment dans les Psaumes, avec le sens de « pieux », « saints » (30:5 [A. V. 4], 31:24 [23], 37:28).
Dans les sources talmudiques, les Hassidim apparaissent comme martyrs de leur foi (Sanh. 10b, évoquant l'épisode de I Macc. 2:41), comme des personnes généreuses à l'excès, longues à la colère et rapides au pardon (Pirke Avot 5:4 & 5:13), comme les « saints d'autrefois » (« Hassidim ha-Rishonim »), ou comme ceux qui se recueillent une heure avant la prière (Ber. v. 1). Ils jouissent de marques de respect particulières lors de la Fête des Cabanes, et plus encore au jour de la libation d'eau (Soucca v. 4).
Ce parti, qui disparut avec Yehoshoua Ka'hnouta, comptait probablement parmi ses membres Yosse ben Yoezer (Sotah ix. 15; Haguiga ii. 7), Honi haMe'aguel et Hanina ben Dossa (T.B Berakhot 34b).
L'une des Dix-huit Bénédictions quotidienne demande de faire reposer la grâce sur eux immédiatement après les Tzaddiqim ("'al ha-Tzaddiqim we'al ha-'Hassidim"). 
Dans les époques ultérieures, les 'Hassidim apparaissent comme un idéal du judaïsme, de sorte que 'Hassid est devenu un titre de respect (Nombres Rabba §§ 14, 227a, "Yaaqov he-'Hassid"; comp. Temura 15b; Ta'anit 8a).

## Le parti de la rébellion
Une opinion généralement admise s'est développée à partir de ces sources, que les Hassidéens étaient des ascètes fortement religieux, appliquant la Loi de façon stricte, et aimant le calme ; la secte qu'ils auraient fondée possédait un pouvoir et une autorité considérable parmi le peuple, et aurait été entraînée dans la rébellion contre Antiochos IV, qui aboutit aux guerres hasmonéennes. Les Hassidéens seraient donc devenus la force d'impulsion maîtresse dans la lutte juive pour l'indépendance (II Macc. xiv. 6).
Cependant, Julius Wellhausen a voulu prouver que le rôle des Hassidéens fut tout au contraire insignifiant dans cette guerre. Ils formaient selon lui une association indépendante des Docteurs de la Loi, s'attachant aux Maccabées après leurs premiers succès militaires mais saisissant la première opportunité pour faire la paix avec Alcime et délaisser leurs anciens alliés. Wellhausen voit dans le passage de II Macc., présentant les Hassidéens comme pièce-maîtresse de la guerre, une violente protestation contre leur véritable statut, celui qu'on trouverait dans I Macc.
Des chercheurs modernes comme Schürer (en), Kautzsch (en) et d'autres ainsi que des auteurs plus anciens comme Heinrich Ewald ont abondé dans ce sens, mais quand bien même la justesse de leurs vues était admise, l'origine des Hassidéens demeurerait tout aussi obscure.
Grätz émet l'hypothèse qu'ils se seraient développés à partir des Nazaréens. Toujours d'après Grätz, ils auraient disparu dans l'ombre après les victoires des Maccabées, voulant s'éloigner d'un Judas Maccabée dont ils étaient insatisfaits. Ils seraient réapparus sous la forme des Esséniens — cette théorie, fondée sur la similarité sémantique et phonétique entre Ἐσσηνοά ou Ἐσσαῖοι ([H]essenoa ou [H]essaioi, transcription grecque du syriaque pour חסין ou חסיא, « pieux ») et « 'Hassidim » ("pieux"), a ses défenseurs (Hitzig, Gesch. des Volkes Israel; Lucius, Die Therapeuten) comme ses opposants (Levi Herzfeld, Gesch. des Volkes Israel). D'autres pensent que les Pharisiens constituent un développement des 'Hassidim.
Néanmoins, les chercheurs partaient jusqu'à récemment de l'hypothèse erronée que l'hellénisme « ne s'enracina que dans les hautes classes de la société, le gros de la nation [juive] demeurant intouché par lui », et qu'en conséquence la majorité du peuple de l'époque étant « pieux et observant la Loi », les Hassidéens, devaient nécessairement, afin d'être considérés comme « pieux parmi les pieux », constituer une secte ou une société « extra-pieuse ». Les sources mentionnées ne justifient pas une telle conception. Au contraire, la συναγωγ ασιδαίων (sunagôg Asidaiôn, assemblée d'Assidéens) des livres des Maccabées, sur lesquels on place tant d'emphase, correspond, ainsi qu'on le sait depuis longtemps, au קהל חסידים (Qahal 'Hassidim) des Psaumes, qui ne signifie ni « secte » ni « société », mais « congrégation », sans notion de parti politique. La piété attribuée aux 'Hassidim dans les sources talmudiques n'apparaît nulle part anormale ni suggestive d'une secte. La supposition qu'ils aient été une secte étroitement associée aux Scribes, et liée à eux, ne repose que sur le fait que Soferim et Hassidim sont mentionnés ensemble dans I Macc. vii. 12, 13 (l'authenticité du verset 13 a par ailleurs été remise en question par Hitzig).
Or, les recherches de Moritz Friedländer (particulièrement Der Antichrist, Göttingen, 1901) ont montré l'affaiblissement de l'orthodoxie juive tant en terre d'Israël qu'en diaspora, même au IIIe siècle. Dans ce contexte d'abandon des traditions, les Hassidéens apparaissent plus simplement comme les « pieux » demeurés fidèles aux coutumes de leurs pères. Cependant, ils devaient être en constante régression, ce qui s'accorderait avec la prière : « Aide-nous, YHWH, car le 'Hassid s'en va (כי גמר חסיד), les fidèles disparaissent parmi les fils de l’homme ». 
Dans le cadre de cette hypothèse, les Juifs attachés aux valeurs traditionnelles étaient animés d'une haine profonde envers l'esprit étranger, grec, et envers leur frère juif qui s'en emplissait. Au cours des guerres maccabéennes, ils auraient affronté l'un et l'autre, et n'auraient eu que peu de rapport avec des ermites ou ascètes aimant la paix. Leurs sentiments et comportements auraient probablement été ceux que décrit le Psaume cxlix:
« Chantez un cantique nouveau à YHWH ! Chantez ses louanges dans l’assemblée des 'Hassidim ![…] Que les 'Hassidim triomphent dans la gloire, qu’ils poussent des cris de joie sur leur couche ! Que les louanges de Dieu soient dans leur bouche,
et le glaive à deux tranchants dans leur main, pour exercer la vengeance sur les nations, pour châtier les peuples, pour lier leurs rois avec des chaînes et leurs grands avec des ceps de fer, pour exécuter contre eux le jugement qui est écrit ! »
Ceci serait alors en concordance avec le passage de II Macc., qui fait des 'Hassidéens sous Judas Maccabée des agitateurs perpétuels, qui « nourrissent la guerre, et sont séditieux, et ne laisseront pas le monde en paix ».